# Fumicollis hoffmani
Fumicollis hoffmani — вид викопних птахів родини гесперорнісових (Hesperornithidae), що існував у пізній крейді (86-82 млн років тому).

## Історія
Скам'янілі фрагменти посткраніального скелета виявлені у 1937 році у відкладеннях формації Ніобрара у Канзасі (США). Рештки віднесли до роду Baptornis. Лише у 2013 році науковці помітили, що кістки мають низку специфічних особливостей, а у 2015 році на їх основі описаний новий рід, який віднесли до гесперорнісових.